# Cratere Maurea
Maurea  è un cratere sulla superficie di Venere.